# 嶋田あさひ
嶋田 あさひ（しまだ あさひ、5月31日 - ）は、日本の女優、歌手。ニックネームはあさにゃん。東京都出身。元劇団東俳に所属。
身長141cm（2013年時点）。

## 略歴
- 2000年ころから2010年まで、劇団東俳に在籍しテレビドラマに出演。

## 出演

### テレビドラマ
- 愛をください（2000年、フジテレビ）安藤恵 役
- 嫁はミツボシ。（2001年、TBS）
- 夏休み特別企画「スター死の淵からの生還」（2003年、日本テレビ）妹 役
- 新・夜逃げ屋本舗（2003年、日本テレビ）
- 愛の劇場「すずがくれた音」（2004年、TBS）風祭咲 役
- エラいところに嫁いでしまった!（2007年、テレビ朝日）守山夏帆 役
- 武蔵忍法伝 忍者烈風（2015年、TOKYO MX）鬼の巫女 藤堂遥 役

### 舞台
- 新橋演舞場「桂春団治」（2002年）
- 劇団東俳自主公演「夢のうらしま物語」（2002年）
- 劇団東俳合同公演「王子と乞食」（2006年）
- 劇団東俳レモン劇場「夢のうらしま物語」（2010年）ペリー警備隊長（トビウオ） 役
- ゴブレイプロジェクト 舞台版まいっちんぐマチコ先生（2013年2月）大宮浅香 役
- 爆走おとな小学生「初等教育ロイヤル」（2016年11月23日 - 27日、新宿村LIVE）田中さん 役[2]

### 吹き替え

#### アニメ
- ポロロ 雪の妖精村大冒険（2019年11月25日） - 雪の妖精 役[3]）

### CM
- アトラス ハローキティおねだりABC（2000 - 2002年）
- PENTAX（2000年）
- オプティオNA（2000年）